# Primera División 1998 (Cile)
La Primera División 1998 fu la sessantasettesima edizione del massimo campionato cileno di calcio. Il campionato fu vinto dall'Colo-Colo per l'ventiduesima volta nella sua storia.

## Formula
La Federazione cilena scelse di semplificare la formula del campionato rispetto all'anno precedente e optò per un girone unico all'italiana. La Liguilla Pre-Libertadores è una fase di play-off che serve a determinare la terza squadra cilena classificata alla Copa Libertadores.

## Classifica
| Pos. | Squadra               | G  | V  | N  | S  | GF | GS | DR  | P  |
| ---- | --------------------- | -- | -- | -- | -- | -- | -- | --- | -- |
| 1    | Colo-Colo             | 30 | 19 | 7  | 4  | 54 | 19 | 35  | 64 |
| 2    | Universidad de Chile  | 30 | 18 | 9  | 3  | 62 | 37 | 25  | 63 |
| 3    | Universidad Católica  | 30 | 14 | 11 | 5  | 57 | 34 | 23  | 53 |
| 4    | Cobreloa              | 30 | 16 | 3  | 11 | 50 | 36 | 14  | 51 |
| 5    | Deportes Concepción   | 30 | 12 | 9  | 9  | 39 | 36 | 3   | 45 |
| 6    | Huachipato            | 30 | 11 | 7  | 12 | 39 | 38 | 1   | 40 |
| 7    | Deportes Puerto Montt | 30 | 10 | 9  | 11 | 43 | 46 | -3  | 39 |
| 8    | Deportes Iquique      | 30 | 12 | 3  | 15 | 35 | 52 | -17 | 39 |
| 9    | Deportes La Serena    | 30 | 10 | 7  | 13 | 39 | 47 | -8  | 37 |
| 10   | Palestino             | 30 | 9  | 9  | 12 | 50 | 50 | 0   | 36 |
| 11   | Rangers               | 30 | 9  | 7  | 14 | 45 | 49 | -4  | 34 |
| 12   | Audax Italiano        | 30 | 9  | 7  | 14 | 37 | 43 | -6  | 34 |
| 13   | Coquimbo Unido        | 30 | 8  | 9  | 13 | 36 | 41 | -5  | 33 |
| 14   | Provincial Osorno     | 30 | 8  | 7  | 15 | 41 | 52 | -11 | 31 |
| 15   | Santiago Wanderers    | 30 | 6  | 12 | 12 | 40 | 56 | -16 | 30 |
| 16   | Deportes Temuco       | 30 | 6  | 10 | 14 | 28 | 59 | -31 | 13 |

|  | Campione. Qualificata alla Coppa Libertadores 1999 |
|  | Qualificata per la Liguilla Pre-Libertadores       |
|  | Qualificata per la Liguilla de Promoción           |
|  | Retrocessa in Primera B                            |

## Liguilla Pre-Libertadores

### Semifinali

#### Andata
| Calama 16 dicembre 1998 | Cobreloa | 2 – 2 | Universidad Católica |  |

| Concepción 16 dicembre 1998 | Deportes Concepción | 1 – 3 | Universidad de Chile |  |

#### Ritorno
| Santiago del Cile 18 dicembre 1998 | Universidad Católica | 0 – 0 | Cobreloa |  |

| Santiago del Cile 18 dicembre 1998 | Universidad de Chile | 1 – 0 | Deportes Concepción |  |

### Finale

#### Andata
| Santiago del Cile 20 dicembre 1998 | Universidad Católica | 0 – 0 | Universidad de Chile |  |

#### Ritorno
| Santiago del Cile 23 dicembre 1998 | Universidad de Chile | 0 – 0 | Universidad Católica |  |

## Liguilla de Promoción

### Andata
| Santiago del Cile 19 dicembre 1998 | Santiago Morning | 2 – 0 | Provincial Osorno |  |

| Santiago del Cile 19 dicembre 1998 | Unión Española | 1 – 6 | Coquimbo Unido |  |

### Ritorno
| Osorno 23 dicembre 1998 | Provincial Osorno | 1 – 1 | Santiago Morning |  |

| Coquimbo Unido 23 dicembre 1998 | Coquimbo Unido | 1 – 3 | Unión Española |  |

## Verdetti
- Colo-Colo campione del Cile
- Colo-Colo e Universidad Católica qualificate alla Coppa Libertadores 1999.
- Provincial Osorno, Santiago Wanderers e Deportes Temuco retrocesse in Primera B.
- Cobresal, O'Higgins e Santiago Morning promozione in Primera División.

## Classifica marcatori
| Gol |  |  | Giocatore              | Squadra              |
| --- |  |  | ---------------------- | -------------------- |
| 23  |  |  | Pedro González         | Universidad de Chile |
| 16  |  |  | Marco Antonio Figueroa | Universidad Católica |
| 15  |  |  | Héctor Tapia           | Colo-Colo            |
| 14  |  |  | Marcelo Corrales       | Palestino            |
| 13  |  |  | Héctor Vega            | Dep. Iquique         |
| 11  |  |  | José Luis Sierra       | Colo-Colo            |
| 11  |  |  | Felipe Flores          | Dep. La Serena       |
| 11  |  |  | Franz Arancibia        | Dep. Puerto Montt    |
| 10  |  |  | Fernando Vergara       | Colo-Colo            |
| 10  |  |  | Carlos Reyes           | Audax Italiano       |
| 10  |  |  | Juan Carlos Madrid     | Dep. Concepción      |
| 10  |  |  | Cristián Uribe         | Huachipato           |
| 10  |  |  | Pedro González         | Huachipato           |
| 10  |  |  | Luis Ceballos          | Dep. La Serena       |
| 10  |  |  | Cristián Calabrese     | Osorno               |
| 10  |  |  | Patricio Neira         | Palestino            |
| 10  |  |  | Reinaldo Navia         | Santiago Wanderers   |
| 9   |  |  | Carlos Guirland        | Audax Italiano       |
| 9   |  |  | Damián Yáñez           | Cobreloa             |
| 9   |  |  | Rubén Vallejos         | Cobreloa             |
| 9   |  |  | José Luis Díaz         | Huachipato           |
| 9   |  |  | Ramón Castillo         | Rangers de Talca     |
| 9   |  |  | Leonardo Rodríguez     | Universidad de Chile |
| 8   |  |  | Jaime Riveros          | Cobreloa             |
| 8   |  |  | Rodrigo Riep           | Cobreloa             |
| 8   |  |  | Marcelo Espina         | Colo-Colo            |
| 8   |  |  | Eric Lecaros           | Dep. Puerto Montt    |
| 8   |  |  | Flavio Maestri         | Universidad de Chile |
| 8   |  |  | Rodrigo Barrera        | Universidad de Chile |
| 7   |  |  | Rodrigo Latorre        | Dep. Iquique         |
| 7   |  |  | Jorge Cerino           | Coquimbo Unido       |
| 7   |  |  | Rául Duarte            | Dep. Puerto Montt    |
| 7   |  |  | Ramón Castro           | Rangers de Talca     |
| 6   |  |  | Aníbal González        | Dep. Puerto Montt    |
| 6   |  |  | Ariel Pereyra          | Santiago Wanderers   |
| 6   |  |  | Francis Ferrero        | Santiago Wanderers   |